# Scuderia Ferrari
Scuderia Ferrari là một đội đua ô tô Công thức 1 thuộc công ty sản xuất ô tô Ferrari.
Đội được thành lập năm 1929 và thi đấu cho Alfa Romeo đến năm 1939. Ferrari tham dự Công thức 1 lần đầu tiên năm 1948 với chiếc xe Tipo 125 F1. Tính đến nay, Ferrari là đội đua lâu đời và thành công nhất lịch sử Công thức 1 với 15 lần vô địch cá nhân và 15 lần vô địch đội đua.
Đội đua tham dự giải Công thức 1 năm 2024 gồm Charles Leclerc và Carlos Sainz Jr.
Ngày 13 tháng 2 năm 2024, Ferrari ra mắt chiếc xe SF-24.

## Các tay đua từng tham gia đội
- Alberto Ascari (1950-1953)
- Juan Manuel Fangio (1956)1
- Luigi Villoresi (1950-1953)
- José Froilán González (1951, 1954-1955, 1957, 1960)
- Giuseppe Farina (1952-1955)
- Peter Collins (1956-1958)
- Luigi Musso (1956-1958)
- Mike Hawthorn (1953-1954, 1957-1958)
- Alfonso de Portago (1956-1957)
- Phil Hill (1958-1962)
- Dan Gurney (1959)
- Wolfgang von Trips (1957-1958, 1960-1961)
- Richie Ginther (1960-1961)
- Ricardo Rodriguez (1961-1962)
- Lorenzo Bandini (1962, 1964-1967)
- Pedro Rodríguez (1961-1962)
- Chris Amon (1967-1969)
- Derek Bell (1968-1969)
- Jonathan Williams (1967)
- Ignazio Giunti (1970-1971)
- Clay Regazzoni (1970-1972, 1974-1976)
- Jacky Ickx (1968, 1970-1973)
- Niki Lauda (1974-1977)
- Carlos Reutemann (1977-1978)
- Gilles Villeneuve (1977-1982)
- Jody Scheckter (1979-1980)
- Didier Pironi (1981-1982)
- Mario Andretti (1971-1972, 1982)
- René Arnoux (1983-1985)
- Michele Alboreto (1984-1988)
- Stefan Johansson (1985-1986)
- Nigel Mansell (1989-1990)
- Alain Prost (1990-1991)
- Jean Alesi (1991-1995)
- Ivan Capelli (1992)
- Nicola Larini (1992, 1994)
- Gerhard Berger (1987-1989 và 1993-1995)
- Eddie Irvine (1996-1999)
- Mika Salo (1999)
- Rubens Barrichello (2000-2005)
- Michael Schumacher (1996-2006)
- Felipe Massa (2006-2013)
- Kimi Räikkönen (2007-2009 và 2014-2018)
- Fernando Alonso (2010-2014)
- Sebastian Vettel (2015-2020)
- Charles Leclerc (2019-nay)
- Carlos Sainz Jr. (2021-nay)